# آرلی برک
آرلی برک (انگلیسی: Arleigh Burke; ۱۹ اکتبر ۱۹۰۱ – ۱ ژانویهٔ ۱۹۹۶) ادمیرال نیروی دریایی ایالات متحده آمریکا بود، که در فاصله سال‌های ۱۹۵۵ تا ۱۹۶۱ به‌عنوان پانزدهمین فرمانده عملیات نیروی دریایی آمریکا فعالیت می‌کرد.
برک فعالیت نظامی را از سال ۱۹۲۳ در نیروی دریایی آمریکا آغاز کرد، از ۱۹۴۳ تا ۱۹۴۴ فرمانده یواس‌اس ماگفورد بود، از ۱۹۴۷ تا ۱۹۴۹ به‌عنوان فرمانده یواس‌اس هانتینگتون فعالیت می‌کرد. وی از ۱۹۵۰ تا ۱۹۵۱ فرماندهی لشکر ۵ رزم‌ناو را برعهده داشت، در فاصله سال‌های ۱۹۵۲ تا ۱۹۵۴ مدیر بخش طرح‌های استراتژیک نیروی دریایی آمریکا بود و از ۱۹۵۴ تا ۱۹۵۵ فرماندهی لشکر ۶ رزم‌ناو را برعهده داشت.
او در جنگ جهانی دوم و جنگ کره حضور داشت و در سال ۱۹۶۱ پس از ۳۸ سال خدمت در نیروهای مسلح آمریکا بازنشسته شد. ناوشکن موشک‌انداز یواس‌اس آرلی برک و ناوشکن کلاس آرلی برک به افتخار وی نام‌گذاری شده‌اند.